# Hans Cürlis
Hans Cürlis, né le 16 février 1889 à Niederdorf, en Saxe et mort le 6 août 1982  à Berlin, est un réalisateur et producteur allemand.

## Filmographie sélective

### Comme réalisateur
- 1936 : Mädel im Landjahr (aussi producteur)
- 1943 : Josef Thorak, Werkstatt und Werk
- 1944 : Arno Breker